# Hilara gila
Hilara gila är en tvåvingeart som beskrevs av Smith 1965. Hilara gila ingår i släktet Hilara och familjen dansflugor.
Artens utbredningsområde är Nepal. Inga underarter finns listade i Catalogue of Life.